# HC Bra
Der Hockey Club Bra ist ein 1961 gegründeter italienischer Hockey-Club aus der Kleinstadt Bra im Piemont. Der in Schwarz-Gelb spielende Verein ist bei den Herren Mitglied in der Seria A1, der ersten italienischen Hockey-Liga, in die der Club 1967 das erste Mal aufstieg. 1975 und 2008 wurde der Verein italienischer Feldhockey-Meister der Herren, in den Jahren 1973, 1976, 1977 und 2007 Vizemeister. Im Hallenhockey erreichte der HC Bra 2008 seinen ersten italienischen Meistertitel. Das Team schied in der Euro Hockey League 2008/2009 nach Niederlagen gegen den Düsseldorfer HC und Saint-Germain-en-Laye HC bereits in der Vorrunde aus.
| Europapokalbilanz Herren Feld |                    |        |       |           |
| Jahr                          | Wettbewerb         | Niveau | Platz | Ort       |
| 2009                          | Euro Hockey League | 1      | VR 24 | Amsterdam |
| 2010                          | Euro Hockey League | 1      | VR 24 | Paris     |
| 2011                          | Club Trophy        | 2      | 5     | Rom       |
| 2012                          | Club Trophy        | 2      | 6     | Lille     |
| 2013                          | Club Trophy        | 2      | 6     | Wien      |
| 2014                          | Club Trophy        | 2      | 5     | Cagliari  |
| 2015                          | Euro Hockey League | 1      | VR 24 | Barcelona |
| 2016                          | Club Trophy        | 2      | 6     | Glasgow   |